# Totalmatrix
Inden for lineær algebra er en totalmatrix en matrix bestående af to kolonner af to givne matricer, der som regel anvendes med det formål at udføre de samme elementære rækkeoperationer på begge matricer.
Lad os se på de to matricer A og B:
{\displaystyle A={\begin{bmatrix}1&3&2\\2&0&1\\5&2&2\end{bmatrix}},\quad B={\begin{bmatrix}4\\3\\1\end{bmatrix}},}
... vil totalmatricen (A|B) ser sådan ud:
{\displaystyle (A|B)=\left[{\begin{array}{ccc|c}1&3&2&4\\2&0&1&3\\5&2&2&1\end{array}}\right].}
Det er meget anvendeligt ifbm. løsning af lineære ligningssystemer.

## Eksempel

### Lineære ligningssystemer
Et ligningssystem bestående af:
1. {\displaystyle x_{1}+2x_{2}+x_{3}=2}
2. {\displaystyle 2x_{1}+4x_{2}+5x_{3}=1}

... har den tilhørende totalmatrix:
{\displaystyle (A|b)=\left[{\begin{array}{ccc|c}1&2&1&2\\2&4&5&1\end{array}}\right]}